# 劉章職
劉章職（1795年12月21日—1852年7月12日），台灣縣捒東上堡土牛庄（今臺中市石岡區）人，在道光年間組織東勢義渡會。

## 生平
劉章職生於乾隆六十年（1795年）陰曆十一月十一日，石岡土牛大地主劉文進次子，祖先為大埔縣客家人。道光十一年（1831年），劉章職因捐納獲貢生，並被任樸仔籬堡總理。道光十二年（1832年）劉章職參與張丙事件有功獲賞六品頂戴。

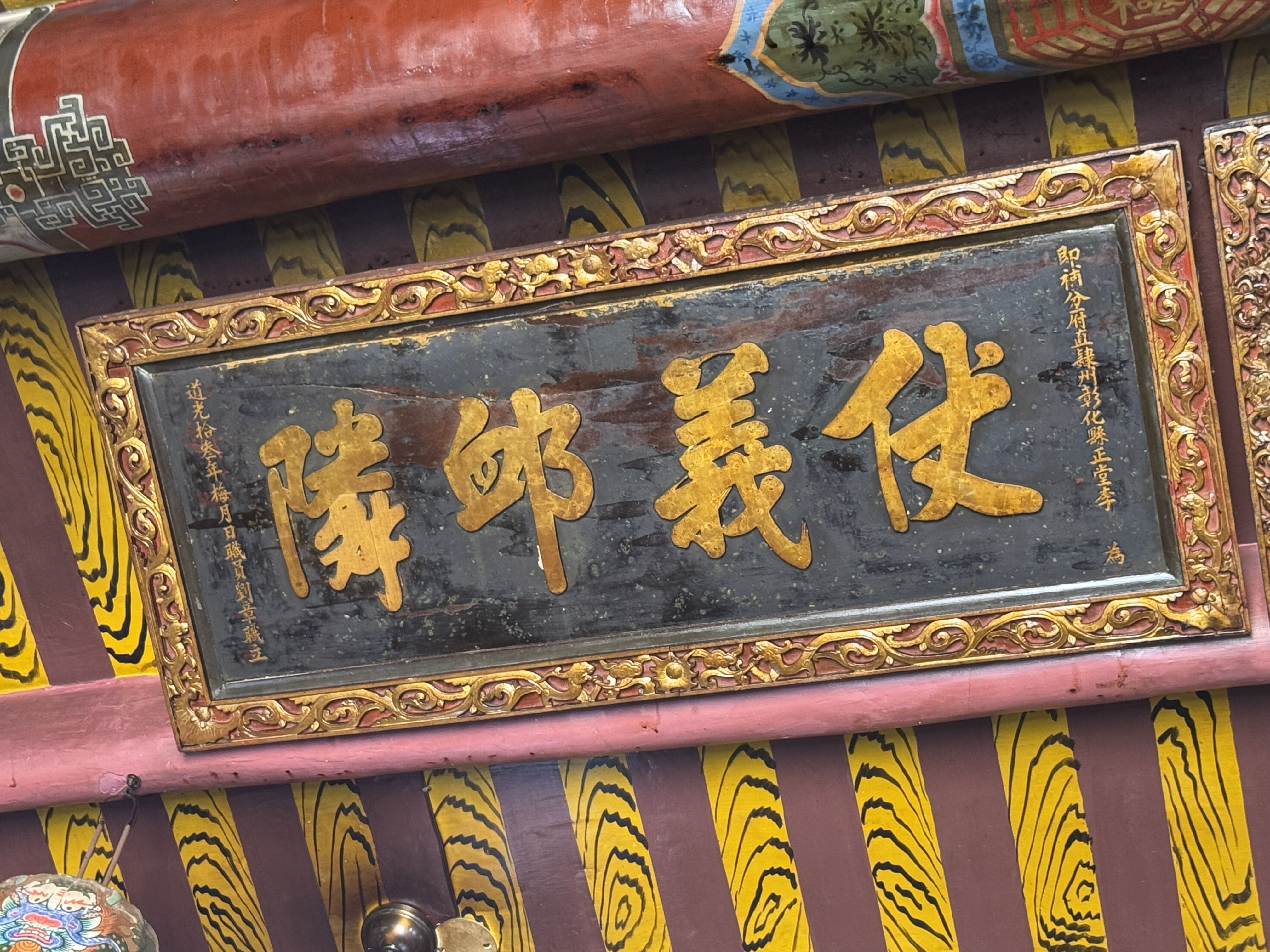
土牛劉屋老夥房「仗義卹隣」匾

道光十三年（1833年），一群女子從石岡搭船過大甲溪至東勢廟會看戲時，途中遭到船夫調戲，結果因驚恐造成船隻翻覆，十八位女子溺斃。此時，劉章職出面調停，聯合胞弟劉濟川、訓導羅桂芳、監生廖光祖等人成立東勢義渡會，購置十甲餘田地以租穀雇用十二名船伕。同年農曆四月，彰化知縣李廷璧贈「仗義卹隣」匾給劉章職。
道光十五年（1835年），東勢巧聖仙師祖廟重建落成，因劉章職之故，清廷贈「北城侯魯大夫巧聖先師牌位」懸掛於廟內。
咸豐二年（1852年）陰曆五月廿五日，劉章職於去世。墓地為今日的台3線（豐勢路）160.5k處旁。

## 身後

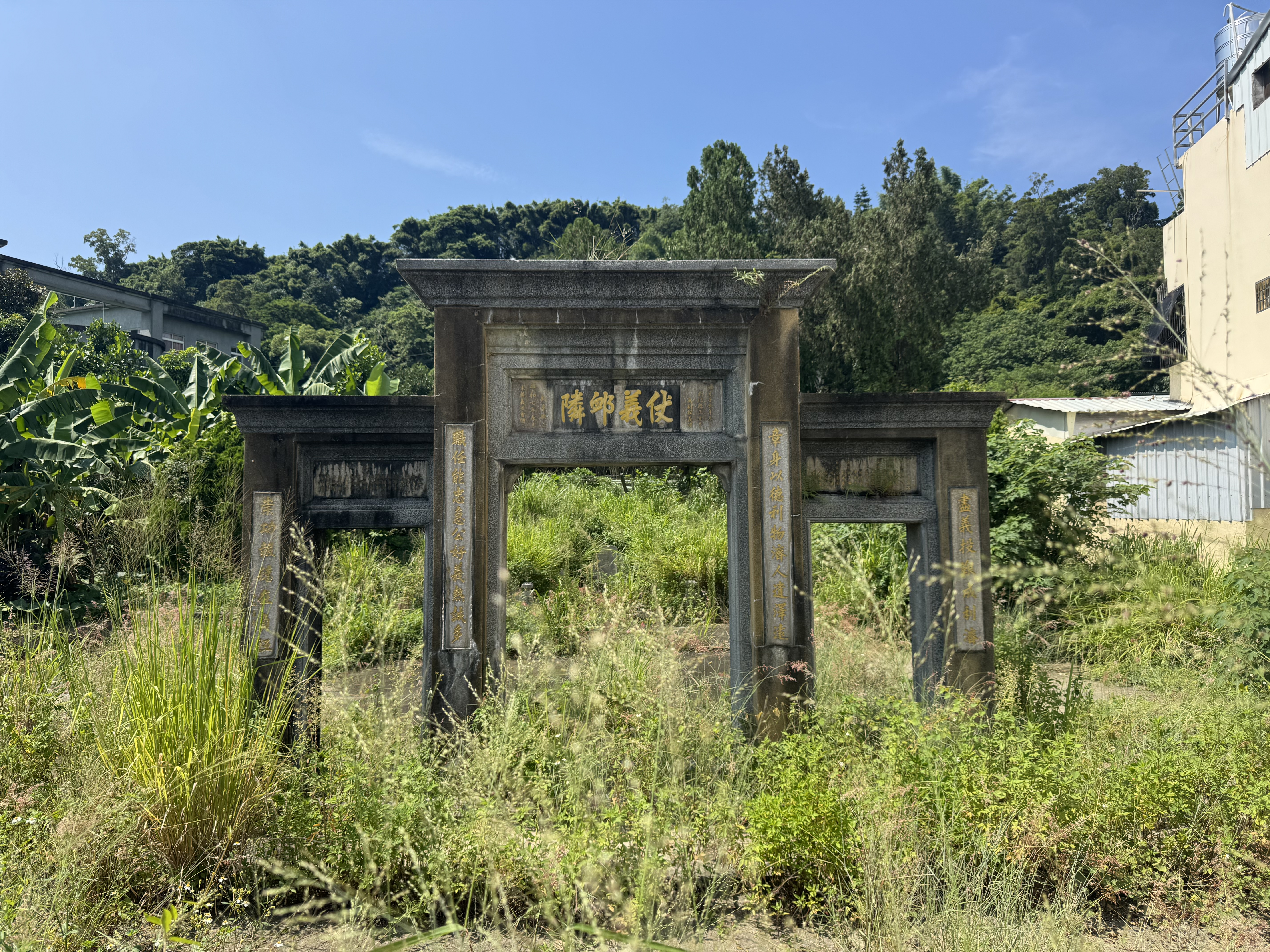
石岡劉章職墓「仗義卹隣」坊

1931年春，劉章職後代劉雨生與東勢義渡會廖阿霖、劉阿來、廖阿甲、劉窓等人在劉章職墓前立牌坊，正面寫「仗義卹鄰」，背面為「正直好義」。1933年，大甲溪鋼索吊橋建立，義渡工作結束。
劉章職後代認為劉章職墓前的石坊需要長草以利風水，還曾阻止鄉公所派人除草。該家族先祖劉文進墓碑則是保持傾斜，也是因風水之說，把墓碑比擬爲牛頭。